# Jan Stawski
Jan Stawski herbu Korczak (zm. w 1677 roku) – podkomorzy przemyski w 1676 roku, podstarości przemyski w 1674 roku, sędzia grodzki przemyski w 1674 roku, podczaszy lwowski już w 1648 roku, do 1675 roku, sędzia kapturowy ziemi lwowskiej w 1668 roku, rotmistrz wojska powiatowego ziemi przemyskiej w 1669 roku.
Był marszałkiem sejmików województwa ruskiego w 1656, 1665, 1675 roku. Poseł na sejm 1662 roku z województwa ruskiego.
Jako poseł na sejm konwokacyjny 1674 roku z ziemi lwowskiej był członkiem konfederacji generalnej zawiązanej 15 stycznia 1674 roku na tym sejmie.